# اگنیوویل (ویرجینیا)
اگنیوویل، ویرجینیا (به انگلیسی: Agnewville, Virginia) یک منطقهٔ مسکونی در ایالات متحده آمریکا است که در ویرجینیا واقع شده‌است.

## خصوصیات
اگنیوویل ۲٫۰۲۳ کیلومترمربع مساحت دارد.